# Мерион
Мерион (др.-греч. Μηριόνης) — персонаж древнегреческой мифологии, критянин, участник Троянской войны. Сын Мельфиды и Мола, (сводного брата Идоменея), внук Миноса или сын Ареса. Жених Елены. Из Ликта. По одной из версий, привел под Трою 40 кораблей. В «Илиаде» убил семерых троянцев, названных по имени. По Гигину, всего убил семерых выдающихся воинов. Сидел в троянском коне. По одному из истолкований, его имя обозначает критский обычай мужеложства (имя понималось как производное от мерос — бедро), что связано с упоминанием его совместного погребения с Идоменеем (как и Ахилла с Патроклом).
По одной версии, благополучно возвратился на родину. В Кноссе была его совместная гробница с Идоменеем. Критяне особо чтили этих героев, принося им жертвы. По другому рассказу, после взятия Трои Мерион попал на Сицилию. Там был город Энгий, основанный критянами, пришедшими с Миносом.